# Râmnicul Sărat
Râmnicul Sărat (rumunsky Râul Râmnicul Sărat) je řeka v Rumunsku (župy Vrancea, Buzău, Galați). Je 139,5 km dlouhá. Povodí má rozlohu 943 km².

## Průběh toku
Pramení pod horou Furu ve Východních Karpatech. Ústí zprava do Siretu (povodí Dunaje).

## Vodní stav
Průměrný roční průtok vody činí 17,7 m³/s.

## Historie
Na řece došlo 11. srpna 1789 v rámci rusko-turecké války k bitvě, ve které vojsko A. V. Suvorova porazilo Turky pod vedením Jusufa-paši.